# Anna Mahjar Barducci
Anna Mahjar-Barducci (Viareggio, 23 gennaio 1982) è una giornalista e scrittrice italiana di origine marocchina da parte di madre.

## Biografia
Di padre italiano e di madre marocchina, è cresciuta tra la Versilia, il Marocco e la Tunisia. 
Ha vissuto, a lungo, in Pakistan, dove ha studiato. 
È presidente dell'Associazione Arabi Democratici Liberali, che ha sede a Roma e che ha fondato nel 2006 insieme a Giuseppe Rippa.
Ha sposato un uomo israeliano, ex-consigliere del Primo ministro Yitzhak Rabin, dal quale ha avuto una figlia. Vive oggi a Gerusalemme.

## Opere
- Italo Marocchina. Storie di immigrati marocchini in Europa, prefazione di Vittorio Dan Segre, Diabasis, 2009, ISBN 978-8881036103.
- Pakistan Express. Vivere (e cucinare) all’ombra dei talebani, prefazione di Oliviero Toscani, Lindau, 2011, ISBN 978-8871809267.
- La mia scuola è il mondo, prefazione di Graziano Delrio, Melagrana, 2013.
- Identità Italiana, prefazione di Gianni Cuperlo e postfazione di Giuseppe Rippa, Melagrana, 2019, ISBN 978-8863351897.